# The X-Files: Unrestricted Access
The X-Files: Unrestricted Access fue un videojuego para PC basado en la serie de televisión The X-Files. Fue desarrollado por Fox Interactive para complementar la serie.

## Forma de juego
Fue un juego de estilo base de datos que proponía a los usuarios "acceso sin restricciones" a los casos de The X-Files.
El juego partía de la premisa de que el jugador había hackeado un sitio Web del gobierno clasificado como altamente secreto obteniendo acceso a todas las investigaciones de Mulder y Scully.
Disponía de contenido descargable para mantener el juego actualizado, aunque este duró poco tiempo y las actualizaciones eran poco frecuentes.

## Características
Las características del juego eran las siguientes (tomadas directamente de la caja del juego):
- Merodea por los dossieres de personajes originales.
- Inspecciona evidencias audiovisuales como fotografías y clips de vídeo.
- Examina evidencias físicas en 3-D.
- Espía en lugares privados mediante vigilancia de vídeo.
- Utiliza el diseñador de escritorio para elegir salvapantallas, fondos de escritorio y más.